# Japan Open (golf)
De Japan Open (officieel: Japan Open Golf Championship; Japans: 日本オープンゴルフ選手権競技, Nihon ōpun gorufu senshu kenkyōgi) is het Nationaal Open Golfkampioenschap van Japan. Het maakt deel uit van de Japan Golf Tour.
De Japan Open is het hoogst gewaardeerde open kampioenschap van Japan, de winnaar krijgt 32 punten op de PGA-wereldranglijst.

## Winnaars
| - 1927: Rokuro Akahoshi - 1928: Rokuzo Asami - 1929: Tomekichi Miyamoto - 1930: Tomekichi Miyamoto - 1931: Rokuzo Asami - 1932: Tomekichi Miyamoto - 1933: Kodekichi Nakamura - 1934: Geen toernooi (schade door overstroming) - 1935: Tomekichi Miyamoto - 1936: Tomekichi Miyamoto - 1937: Chin Sei-Sui - 1938: Rin(Lin) Man-Puku - 1939: Toichira Toda - 1940: Tomekichi Miyamoto - 1941: Tokuharu Nobuhara - 1942-1949: Geen toernooi - 1950: Yoshiro Hayashi - 1951: Son Shi-Kin ¹) - 1952: Torakichi Nakamura - 1953: Son Shi-Kin ¹) - 1954: Yoshiro Hayashi - 1955: Koichi Ono ¹) - 1956: Torakichi Nakamura - 1957: Haruyoshi Kobari - 1958: Torakichi Nakamura - 1959: Ching-Po Chen - 1960: Haruyoshi Kobari | - 1961: Kenji Hosoishi - 1962: Teruo Sugihara - 1963: Toichiro Toda - 1964: Hideyo Sugimoto - 1965: Tadashi Kitta - 1966: Seichi Sato - 1967: Tadashi Kitta - 1968: Takaaki Kono - 1969: Hideyo Sugimoto - 1970: Mitsuhiro Kitta - 1971: Yoshiro Hayashi ²) - 1972: Hon Chang Sang - 1973: Ben Arda - 1974: Masashi Ozaki - 1975: Takashi Murakami - 1976: Kosaku Shimada - 1977: Severiano Ballesteros - 1978: Severiano Ballesteros - 1979: Kuo Chie-Hsiung - 1980: Shoji Kikuchi - 1981: Yukata Hagawa - 1982: Akira Yabe - 1983: Isao Aoki - 1984: Kouichi Uehara - 1985: Tsuneyuki Nakajima - 1986: Tsuneyuki Nakajima - 1987: Isao Aoki - 1988: Masashi Ozaki | - 1989: Masashi Ozaki - 1990: Tsuneyuki Nakajima - 1991: Tsuneyuki Nakajima - 1992: Masashi Ozaki - 1993: Seiki Okuda - 1994: Masashi Ozaki - 1995: Toshimitsu Izawa - 1996: Peter Teravainen - 1997: Craig Parry - 1998: Hidemichi Tanaka - 1999: Naomichi Ozaki - 2000: Naomichi Ozaki - 2001: Taichi Teshima - 2002: David Smail - 2003: Keiichiro Fukabori - 2004: Toru Taniguchi - 2005: Shingo Katayama - 2006: Paul Sheehan - 2007: Toru Taniguchi - 2008: Shingo Katayama - 2009: Ryuichi Oda - 2010: Kyung-tae Kim - 2011: Sang-moon Bae - 2012: Kenichi Kuboya |

¹) Son Shi-Kin veranderde zijn naam in Koichi Ono .

²) Op de website van de Japan Open is de naam van de Yoshiro Hayashi in het Engels,  in het Japans is het Yoshimasa Fujii.